# マビ・ムルンバ
エヴァリスト・マビ・ムルンバ（フランス語: Évariste Mabi Mulumba、1941年4月22日 - ）は、コンゴ民主共和国（ザイール）の元政治家。
1986年10月から1987年1月までザイールの財務大臣を務め、1987年から1988年3月7日までザイールの国家第一委員を務めた。